# Monocelis fusca
Monocelis fusca és una espècie de platihelmint monocelídid. Presenta un estilet a l'aparell copulador que és de longitud variable.